# AGM-87 (ミサイル)
AGM-87 フォーカス(英: Focus)は、AIM-9 サイドワインダー空対空ミサイルを基に開発された空対地ミサイルである。

## 概要
1967年に海軍兵器センター(NWC)が、AIM-9B サイドワインダー空対空ミサイルを基に開発した空対地ミサイルで、外観はAIM-9Bと同じである。
1968年から1970年までベトナム戦争において、A-4 スカイホーク、A-6 イントルーダー、A-7 コルセアII、F-8 クルセイダー、F-4 ファントム IIが、車両や船などに対して使用した。しかし、小型弾頭なため威力に乏しく他の兵器に代替され、1970年代初頭に退役した。